# 阿约艾·高士
阿约艾·库马尔·高士（1909年2月20日—1962年1月13日）是一位印度革命家，曾任印度共产党总书记。

## 生平
1909年2月20日生于英属孟加拉管辖区附近的一个村庄（现印度西孟加拉邦巴爾達曼縣）。早年随父亲搬至坎普尔。
1926年进入安拉阿巴德大学，受反殖民主义浪潮影响，思想左倾，积极参加民族解放运动。期间还遇到了巴格特·辛格等人，受其邀请在1928年加入印度斯坦社会主义共和联盟，参与革命。1929年被捕。不久后因缺少证据被释放。1931年积极领导坎普尔工人罢工活动，失败后被捕，出狱后加入印度共产党。1934年入选印度共产党中央委员会委员，1936年入选中央政治局委员。1938年成为机关报《民族阵线》主要编辑。1943年因病退出政治局。1948再次当选中央政治局委员。
1951年开始担任印度共产党总书记。因心脏病发作于1962年1月13日在新德里逝世。

## 外事访问
高士多次访问苏联和中国，曾与刘少奇谈土地改革问题。

## 政治立场
高士在党内属于中间派，并一直试图防止中苏交恶时期党内亲苏派和亲中派的分裂。最终1964年11月印度共产党（马克思主义）分裂出印度共产党。
1961年在中印边界问题上拥护印度立场而非中国。（1962年10月中印边境战争爆发）
|        | 我怀着惊讶和遗憾的心情读到了印度政府提出的关于中国士兵在印度领土上巡逻的情况。另外还有消息说，中国人甚至在他们自己1956年的地图上所画明的领土以外建立了新的哨所。这种行为，特别是在已经存在着争论的情况下，不能不加剧紧张局势，在印度人民中间引起深刻的愤懑，并且使两国关系进一步恶化。我们要求，中华人民共和国政府必须立即停止这种行为。我们还要求，它必须采取有效的措施来保证这类事情不再发生。 |
| ——高士 | |